# Полтава (Иркутская область)
Полта́ва — деревня в Куйтунском районе Иркутской области России. Входит в состав Большекашелакского сельского поселения.

## География
Деревня находится на правом берегу речки Или (левый приток Кимильтея, бассейн Оки), на расстоянии 12 км к северо-западу от села Большой Кашелак, центра сельского поселения, и 52 км к юго-западу от рабочего посёлка Куйтун, административного центра района.

## История
Основана в 1910 году. В 1926 году посёлок Полтавский состоял из 25 хозяйств, основное население — поляки. В административном отношении находился в составе Больше-Кашелакского сельсовета Кимильтейского района Тулунского округа Сибирского края.

## Население
| 2002 | 2010 | 2011 | 2012 |
| ---- | ---- | ---- | ---- |
| 20   | ↘14  | →14  | →14  |

### Половой состав
По данным Всероссийской переписи, в 2010 году в деревне проживало 14 человек (6 мужчин и 8 женщин).